# Chlorops crassipalpis
Chlorops crassipalpis är en tvåvingeart som beskrevs av Smirnov 1958. Chlorops crassipalpis ingår i släktet Chlorops och familjen fritflugor. Arten har ej påträffats i Sverige. Inga underarter finns listade i Catalogue of Life.